# Janakallu, Sira
Janakallu là một làng thuộc tehsil Sira, huyện Tumkur, bang Karnataka, Ấn Độ.